# Silene splendens
Silene splendens är en nejlikväxtart som beskrevs av Pierre Edmond Boissier. Silene splendens ingår i släktet glimmar, och familjen nejlikväxter. Inga underarter finns listade i Catalogue of Life.